# تری اوکس (فلوریدا)
تری اوکس (به انگلیسی: Three Oaks) یک منطقهٔ مسکونی در ایالات متحده آمریکا است که در شهرستان لی، فلوریدا واقع شده‌است. تری اوکس ۳٫۴ کیلومتر مربع مساحت و ۲٬۲۵۵ نفر جمعیت دارد و ۵ متر بالاتر از سطح دریا قرار دارد.